# Paul Whiteman
Paul Samuel Whiteman (Denver, 28 marzo 1890 – Doylestown, 29 dicembre 1967) è stato un direttore d'orchestra jazz statunitense, noto col nome di "re del jazz", che commissionò a George Gershwin il brano orchestrale Rapsodia in blu.

## Biografia
Whiteman incominciò la sua carriera come violinista  e violista, ma presto cominciò a condurre un'orchestra da ballo utilizzando come spunto lo stile delle orchestre jazz di recente formazione. Il suo complesso acquisì una certa notorietà nell'area di San Francisco attorno al 1918. Si trasferì a New York nel 1920, e in quella città cominciò a registrare per la Victor Records una serie di album che lo fece conoscere in tutta la nazione e fece di Whiteman uno dei più famosi direttori d’orchestra da ballo degli anni venti.
Nel febbraio del 1924 esordì all'Aeolian Hall di New York presentando un'orchestra rivoluzionaria composta in origine da 3 violini, 2 contrabbassi, 2 tube, banjo, 2 trombe, 2 tromboni, 2 corni, 3 sassofoni (ciascuno in tre registri, alternati ai clarinetti), 2 pianoforti, celesta, timpani, e batteria, allargando successivamente le file ad altri strumenti.
Whiteman (che a questo punto veniva già chiamato "re del jazz") commissionò a George Gershwin - affiancato dal suo arrangiatore di fiducia Ferde Grofé - il brano Rapsodia in blu, la cui prima fu eseguita nel 1924 dalla sua orchestra, con Gershwin stesso al pianoforte. Grofè è anche ricordato per essere l'autore di Grand Canyon Suite, un brano che l'orchestra ebbe sempre in repertorio e che fu utilizzato per la colonna sonora del film A Christmas Story.
Nel 1926 l'orchestra registrò, con grande successo, Hoagy Carmichael alla voce e al pianoforte nel brano Washboard Blues. In questo stesso anno incomincia una tournée in Europa e giunge in maggio a Vienna dove conoscerà Billy Wilder. Grazie alla benevolenza e alla generosità di Whiteman, Wilder si trasferirà a Berlino e incomincerà la sua carriera cinematografica. Nel 1931, Whiteman sposò l'attrice cinematografica Margaret Livingston.
L'orchestra di Whiteman non riuscì a sopravvivere alla crisi che annichilì tutte le formazioni simili alla fine degli anni '30. Dopo averla sciolta, Whiteman divenne il direttore musicale della ABC Radio Network, comparendo come presentatore e ospite in numerosi programmi televisivi.
Morì a 77 anni a Doylestown (Pennsylvania).

## Re del jazz?
Paul Whiteman fu uno dei maggiori responsabili dei cambiamenti nella musica leggera e da ballo negli Stati Uniti dopo la prima guerra mondiale. Prima di quell'epoca, la musica da ballo era spesso suonata da bande militari o da piccole formazioni, spesso costituite di soli archi. Dopo il 1918, Whiteman, lavorando col suo arrangiatore Ferde Grofè, e contemporaneamente a un altro direttore di San Francisco, Art Hickman, introdusse la sezione dei sassofoni come unità alla pari con la sezione degli ottoni stabilendo così la formazione standard per le orchestre da ballo, ancora utilizzata nelle orchestre contemporanee.
Nella scrittura orchestrale, che fino ad allora era stata estremamente semplice e ripetitiva, Whiteman e Grofè introdussero modulazioni, variazioni ritmiche, e, nel corso degli anni, molte tecniche derivate dalla scrittura orchestrale sinfonica: su questa base essi innestarono elementi stilistici di derivazione jazzistica.
Queste innovazioni, unite all'elevatissimo livello degli strumentisti che Whiteman reclutava, resero la sua formazione il motore del cambiamento della musica popolare statunitense del primo dopoguerra.
Negli anni venti e trenta, Whiteman divenne famoso come "re del jazz",
un titolo che egli accettò di buon grado, ma che gli fu da più parti - a volte aspramente - contestato. Gran parte della sua musica non è considerata jazz dai critici odierni. Nel famoso concerto "An Experiment in Modern Music", tenutosi all'Aeolian Hall di New York il 12 febbraio 1924,  non era stato suonato nessun brano spiccatamente jazz. Brani come "Lively Stable Blues" di Nick La Rocca dell'Original Jass Band che lui indicava come "Jazz autentico" non avevano niente a che vedere con questo genere. Da molti è considerato come uno degli esempi di bianchi che tentarono di appropriarsi della musica afroamericana. Altri considerarono il lavoro di Whiteman come un'interessante esperienza di jazz leggero. Dai suoi pari (come mostra la citazione di Ellington in questo articolo) Whiteman ebbe quasi sempre attestati di riconoscimento per la sua professionalità.
Come direttore d'orchestra, Whiteman lavorava in maniera tradizionale, utilizzando arrangiatori e con parti scritte per tutti gli strumenti, lasciando molto poco spazio all'improvvisazione. Questa maniera di procedere, assai poco jazzistica, era tuttavia coerente con la normale pratica delle orchestre da ballo bianche sue contemporanee  (e fino al 1940 buona parte del jazz fu essenzialmente musica da ballo). In ogni caso, Whiteman mise in luce favorevole il jazz, conferendogli una rispettabilità che gli era mancata, soprattutto dopo il concerto del 1924. In quegli anni, il jazz era considerato come una musica degradata dalla classe media bianca statunitense, soprattutto in associazione per antonomasia ai locali malfamati dove questa musica veniva suonata durante il proibizionismo, i cosiddetti "speakeasies". L'orchestra di Whiteman rappresentò l'introduzione al jazz per moltissime persone.
Inoltre Whiteman apprezzava i jazzisti e fu tra le file dei jazzisti bianchi che assunse i migliori tra i suoi solisti: Bix Beiderbecke, Frankie Trumbauer , Joe Venuti, Eddie Lang, Steve Brown, Mike Pingitore, Gussie Mueller, Wilbur Hall, Jack Teagarden, Bunny Berigan e Charles Margulis.  Oltre a corrispondere un'ottima paga, Whiteman cercava di offrire loro la possibilità d'improvvisare e di registrare in piccole formazioni più tradizionalmente jazzistiche.
Anche Bing Crosby e Mildred Bailey esordirono come cantanti con Whiteman, che, per oltre trent'anni, non cessò mai di cercare e incoraggiare talenti: in questo il suo maggior successo fu senza dubbio la citata commissione per "Rapsodia in blu", che lasciò lo stesso Gershwin sbalordito.

## Filmografia
- Broadway After Dark di Monta Bell - cammeo (1924)
- Il re del jazz (The King of Jazz), regia di John Murray Anderson e (non accreditato) Pál Fejös (1930)
- Musica indiavolata di Busby Berkeley - sé stesso (1940)
- Rapsodia in blu (Rhapsody in Blue), regia di Irving Rapper - sé stesso (1945)

## Discografia parziale
- 1928-1929 - Bix Beiderbecke & Paul Whiteman - Classics
- Paul Whiteman & His Orchestra Vol 1 - Tridimensional Jazz
- Paul Whiteman & His Orchestra Vol 2 - Tridimensional Jazz
- The Very Best of Paul Whiteman (Nostalgic Memories) - Xelon
- Paul Whiteman & His Orchestra (1920-1935) - EPM
- Paul Whiteman - King of Jazz 1920-1927 - Timeless
- All Time Dance Party! Boardwalk Empire Era - Paul Whiteman - Vintage
- Rhapsody in Blue (Original 1927 Recording) - George Gershwin/Paul Whiteman/Ferde Grofé/Nat Shilkret - Van Up - Grammy Hall of Fame 1974
- Gershwin: Rhapsody in Blue & An American in Paris - Philharmonic Orchestra/Paul Whiteman - Mastercorp
- Carnegie Hall Concert December 25, 1938 - Paul Whiteman - Nostalgia
- Paul Whiteman & His Concert Orch. con Paul Robeson – Ol' Man River - His Master's Voice/Victor - Grammy Hall of Fame 2006
- Paul Whiteman And His Ambassador Orchestra – Whispering - 1920 Victor - prima posizione in classifica per 11 settimane e Grammy Hall of Fame 1998
- Paul Whiteman And His Ambassador Orchestra- The Japanese Sandman - 1920 Victor - prima posizione in classifica per 2 settimane
- Wang Wang Blues - Paul Whiteman and His Orchestra - 1921 Bacci Bros - prima posizione in classifica per 6 settimane
- Paul Whiteman And His Orchestra – My Mammy - 1921 prima posizione in classifica per 5 settimane
- Say It With Music - Paul Whiteman and His Orchestra - 1921 prima posizione in classifica per 5 settimane
- Paul Whiteman And His Orchestra – Song Of India - 1921 Victor - prima posizione in classifica per 5 settimane
- Hot Lips - Paul Whiteman Orchestra - 1922 Victor - prima posizione in classifica per 6 settimane
- Cherie - Paul Whiteman Orchestra - 1921 Victor - prima posizione in classifica per 6 settimane
- Do it again! - Paul Whiteman Orchestra - 1922 Victor - prima posizione in classifica per 2 settimane
- Three O'Clock in the Morning
- Paul Whiteman And His Orchestra – Stumbling - 1922 Victor - prima posizione in classifica per 6 settimane
- I'll build a stairway to paradise - Paul Whiteman Orchestra - 1923 Victor - prima posizione in classifica
- Paul Whiteman And His Orchestra – Bambalina - 1923 Victor - prima posizione in classifica
- Paul Whiteman And His Orchestra – Parade of the Wooden Soldiers - 1923 Victor - prima posizione in classifica per 7 settimane
- Linger Awhile - Paul Whiteman and His Orchestra - 1924 Victor - prima posizione in classifica per 4 settimane
- Paul Whiteman And His Orchestra – What'll I Do - 1924 Victor - prima posizione in classifica per 5 settimane
- Somebody loves me - Paul Whiteman Orchestra - 1924 Victor - prima posizione in classifica per 5 settimane
- All alone - Paul Whiteman Orchestra - 1925 Victor - prima posizione in classifica per 3 settimane
- The Birth of the Blues - Paul Whiteman and His Orchestra - 1926 Victor - prima posizione in classifica per 4 settimane
- Valencia - Paul Whiteman Orchestra con Franklyn Baur - 1926 Victor - prima posizione in classifica per 11 settimane
- My blue heaven - Paul Whiteman Orchestra - 1927 Victor - prima posizione in classifica
- In a Little Spanish Town - Paul Whiteman Orchestra - 1927 Victor - prima posizione in classifica per 8 settimane
- Paul Whiteman And His Concert Orchestra – Among My Souvenirs - 1928 Victor - prima posizione in classifica per 4 settimane
- Paul Whiteman And His Orchestra con Bix Beiderbecke – Ramona - 1928 Victor - prima posizione in classifica per 3 settimane
- Together - Paul Whiteman and His Orchestra & Jack Fulton - 1928 Victor - prima posizione in classifica per 2 settimane
- My angel - Paul Whiteman Orchestra - 1928 Victor - prima posizione in classifica per 6 settimane
- Paul Whiteman And His Orchestra – Body And Soul - 1930 Columbia - prima posizione in classifica per 6 settimane